# 한국의 취락
한국의 취락(韓國聚落, 영어: village of Korea)은 한국 촌락의 입지와 분포,  한국 촌락의 형태와 기능, 도시의 발전 과정, 도시 형태와 경관 등에 대해 서술한 문서이다.

## 한국의 촌락

### 촌락
적은 수의 사람들이 한 마을을 이루어 제1차 산업을 중심으로 하여, 공통된 생활을 하고 있는 지역을 촌락(村落)이라고 한다. 촌락에는 여러 집들이 한데 모여 있는 집촌이 있고, 여기저기에 따로 떨어져 있는 산촌이 있다. 집촌은 공동 작업을 필요로 하는 벼농사 지대에 주로 많고, 산촌은 산간 화전 지대나 새로운 개척지, 또는 과수원 지대에서 볼 수 있다. 촌락의 생활 모습을 보면, 농촌에서는 벼농사나 밭농사를 주로 하고, 어촌에서는 고기를 잡거나 미역·김·조개 등을 양식하고 있으며, 산촌에서는 밭농사를 짓는 한편, 가축을 기르거나 목재·약초·산나물·버섯 등을 생산하고, 대도시 부근에 있는 근교촌에서는 채소·화초·과일 등을 생산하여 도시로 내다 팔고 있다.

### 한국 촌락의 입지와 분포
촌락의 입지조건으로서는 지형·기후·수리·일조 등 자연적 인자와 생산양식, 토지제도, 인구이동, 교통, 방위 등 경제·사회적 인자를 들 수 있는데, 한국의 촌락은 오랜 역사를 가진 자연촌락이 많으며, 지형 및 풍수설 등의 영향이 크다.그러므로 한국의 촌락은 지형적 입지조건에 따라서 산록촌(山麓村), 평야촌(平野村), 산지촌(山地村), 임해촌(臨海村)으로 구분된다.

#### 산록촌
산록촌(山麓村)은 한국에서는 가장 일반적인 것으로 풍수설에서도 배수득수(背水得水) 혹은 배수임수(背水臨水)의 길지(吉地)라고 하였다.겨울에 한랭한 북서 계절풍을 막아주어서 보온에 유익할 뿐만 아니라, 산록은 대개 지질변경선을 이루고 있어서 지하수의 방출이 흔해서 음료수를 풍부히 얻을 수 있다는 것이 고래로 촌락입지의 중요한 요인이 되고 있다. 한편 여름 우계에는 배수도 잘 되고 수해의 염려도 적으며, 남쪽의 양지바른 곳은 농산물 조이(早移)에 좋고, 배후 산지는 신탄과 목초·과실 등을 얻을 수 있고, 전작과 답작농에 편리하다

#### 평야촌
한국의 평야촌(平野村)은 평야에 인접한 구릉지대나 충적평야에 고립되어 있는 소구릉의 주변, 하천 양안의 자연제방, 하적호안(河跡湖岸) 등 저습한 곳을 피해서 좀 높은 곳이 평야촌 입지의 적지로 이용되고 있다.근래 인공제방과 관개수로와 배수로, 도로를 정연하게 만들어 경지정리가 이루어짐에 따라 인공제방 내에서는 비교적 낮은 곳에도 촌락이 발달하고 있는데, 이러한 곳에서도 저습한 후습지(back marsh)를 피해 구(舊)하도의 자연제방이 촌락입지에 이용되고 있다.삼각주나 저습한 평야가 연결되어 있어서 자연적지가 없는 곳에서는 터돋움(盛土)을 하여 집을 짓고 공동피수대(共同避水臺大)를 구축하여 수해에 대비하고 있는 곳도 많다. 금강하류지방은 자연제방 발달이 미약하여 대부분의 촌락은 가까운 구릉연변에 집중하고 있는데, 논산(論山)·강경(江景) 부근의 범람원에서는 구하도(舊河道)의 자연제방을 따라서 선상(線狀)촌락을 이루는 곳이 많다. 낙동강 하류 김해(金海) 삼각주에는 환상제방(環狀堤防) 내에도 수로나 도로·자연제방을 따라 선상촌락이 발달하고, 평택(平澤) 부근의 충적평야에는 터돋움을 하여 촌락이 입지하는 곳이 많다.

#### 산지촌(山地村)
한국은 산지가 많고, 노년기 지형이 발달하여 하천이 산지내부까지 비교적 넓은 하곡(河谷)과 분지를 이루기 때문에 산촌이 많다. 산지에서는 계곡이나 산지경사면, 하안단구(河岸段丘), 고위평탄면(高位平坦面)을 따라서 경지가 분산되어 있고, 양지와 음지에 따라서 일조(日照) 시간의 차와 기후변화도 크며, 고원이나 대지 등 방수가 없는 곳도 있기 때문에 산지촌의 입지조건으로는 고도, 경사, 일조시간, 음료수 등을 들 수 있다.산지 중에서도 소백(小白), 노령(蘆嶺), 차령(車嶺), 멸악(滅惡) 등 서남부 제산지에서는 하곡평야가 산지 깊숙이 뻗쳐 있어서, 촌락은 계곡의 분기점, 산간분지 주변, 해안단구(海岸段丘) 등지에 입지하는 곳이 많다.개마고원의 고원촌(高原村)은 곡두(谷頭)나 대지연변 부근에 집촌을 이루는 곳이 많은데, 대관령 부근 등 태백산지에는 경지를 따라 산촌(散村)을 이루는 곳이 많다.

#### 임해촌
동·서·남해안과 도서지방에는 어업과 반농반어를 생업으로 하는 임해촌(臨海村)이 많다. 동해안은 해안선이 단조롭고 암석해암(岩石海岩)과 사빈이 연달아 있으나 앞에 좋은 어장이 있고 조석의 차가 작아서 임해촌이 발달했다. 강릉 이남은 소(小) 만입(灣入)이 많고 만(灣)만의 모래사장이나 하천어귀에 비교적 큰 어촌을 이루는 곳이 많다. 만입이 없는 곳에서는 해안을 따라서 가촌형태(街村形態)의 촌락을 이루는데 대하여, 강릉 이북에는 곳곳에 비교적 큰 만입이 있어서 큰 어촌이 발달하여 있고, 사구(砂丘)의 내측 사면에는 반농반어촌을 이루는 곳도 많다.서해안은 리아스식 해안이라 만입은 많으나 간석지가 넓어서 선박출입이 곤란하여 어업과는 관계없는 순농촌이 많으며, 어촌은 반도의 돌출부나 강어귀에 입지할 뿐이다. 전남해안은 간만의 차가 커서 반도 첨담부에 어촌이 입지하는 데 대하여 경남해안에서는 간만의 차가 작아서 만 깊숙이 입지하는 어촌도 많다. 제주도는 대부분 단조한 암석해안을 이루고 있으나 침수성이 큰 현무암으로 된 화산섬과 용수가 많은 해안지방에 반농반어의 괴촌(塊村)이 발달해 있다.

### 한국 촌락의 형태와 기능
촌락의 형태는 개개의 가옥형태나 경관도 중요하지만 가옥의 배열이 분산적이냐 밀집하여 있느냐가 보다 중요하다. 촌락형태의 지리적 요인으로는 지형·기후·음료수·농업 경영양식·교통·치안상·개척의 역사 등을 들 수 있다. 대체로 보면 아시아 몬순 지대의 미작지역에서는 집촌형태가 많은데 대하여, 서부 유럽이나 신대륙엔 산촌(散村)이 많다. 그러나 몬순 미작지대에서도 구릉지대나 산지사면 등지에는 새로 개척촌이 형성되어 산촌을 이루는 곳이 있다. 그러나 유럽 산촌처럼 근세 이후 소위 인클로저(enclosure) 운동에 의한 2차적 분산으로 산촌이 형성된 것이 아니고, 미작지대에서는 집촌을 핵으로 신개척지에 산촌이 형성되어 집촌과 산촌이 혼재하는 촌락형태를 보이고 있다. 그리고 미작 지역에서는 인구증가에 따라서 산촌→소촌→집촌화의 경향을 보이고 있어서 유럽의 집촌→산촌화와는 발달과정이 다르다.

#### 집촌지역
집촌형성의 일반적 요인으로는 조밀한 인구밀도, 평탄한 지형, 음료수가 귀한 빈수(貧水)지역, 대도시 근교, 수해가 잦은 지역, 도로와 수로의 교차점, 공동작업을 요하는 영농방식, 공동방위를 필요로 하는 지역 등을 열거할 수 있다.한국의 집촌지역은 답작지역인 전남북·경남북·충남북·경기·황해·평남북의 서부 평야지방·함남북의 해안지방·국경지방 등이 이에 속한다.답작지역은 미작자체의 수리·영농의 공동작업, 경영규모의 영세성, 수해방지 등이 가장 큰 요인이며, 동족부락 형성도 중요한 요인이 되고 있다.

#### 산촌지역
산촌(散村) 형성의 일반적 요인으로는 농경지의 분산, 용수가 풍부한 지역, 신개척지, 교통과 통신의 보급, 건풍으로 화재가 빈번한 지역, 치안이 잘 유지된 지역, 토지제도에 의한 촌락의 분산 등을 들 수 있다.한국의 산촌지역은 개마고원과 태백산지 등 전작지대와 충남의 서산·당진 지방이 이에 속한다. 전작지대는 대체로 구릉지대와 산악지방에 있어서 경지가 분산적이고 경영양식이 답작보다 개별적이기 때문에 경지에 따라 농가도 자연 분산하게 된다.근래 인구증가에 따라 답작지역내의 구릉지나 산지사면이 개간되어 산촌이 발생한 곳도 있는데 서산·당진지방은 그 예라고 볼 수 있으나, 태안반도 일대의 산촌은 강한 서풍으로 인한 화재의 연소방지가 주요 요인이 되고 있다는 것을 이 지방의 가옥구조나 높은 굴뚝에서 엿볼 수 있다.촌락의 기능은 촌락의 생산활동양식에 따라서 농업·목축업·임업·어업과 시장·광산·종교·교통·관광·보양 등에 따라 여러 가지로 구분된다.

#### 농촌
농목업적 생산을 토대로 하는 촌락으로 전업농가 외에 겸업농가와 비농가도 포함되어 있다. 중남부지방의 미작농촌은 자급적 영세농이 많은데, 전작지대는 경영규모가 비교적 크며 조방적이다. 일반적으로 농촌은 자연에 의존성이 크고 보수적이고 협동적이다. 근래 도시화에 따라서 근교 지역의 농촌은 그 경영양식과 경관이 급속히 변해가고 있다.

#### 산촌
농촌과 그 기능면에서 크게 다를 바가 없으나 임업과 목축업에 대한 의존성이 평야촌보다 크며, 고립적이고 문화적 후진성이 크다.

#### 어촌
어업, 수산제조업, 양식업 등 수산업을 토대로 생활하는 임해촌인데 반농반어가 많다. 동해안은 전업(專業) 어민이 많고, 서해안과 남해안은 반농반어가 많은데, 남해안에는 양식, 수산제조업, 영세적 어민이 많다. 어촌은 어항을 중심으로 밀집촌을 이루는데, 수산협동조합, 제빙공장, 제조공장, 건조장 등이 있고, 상업적 기능도 있어서 도시적 경관을 이루는 곳도 많다.

#### 동족부락
한국 촌락의 사회적 구조상 가장 중요한 특색은 동성동본(同姓同本)이 집단거주하는 동족부락(同族部落)이 많다는 것이다. 동족부락의 수는 전국에 걸쳐 1만 5,000개에 달하고 있는데, 그 중요 분포지역은 중남부지방의 답작지역에 많다.동족부락 성립의 요인으로는 유교사상을 중심으로 조상숭배, 가문중시, 양반제도와 대가족제도, 관혼상제의 풍습, 영농에 있어서 공동작업, 경제적 상호부조, 집단이주에 의한 개척 등을 열거할 수 있다.동족부락은 조상의 묘지가 있는 산지와 종중(宗中) 전답을 공유하고, 향교(鄕校), 서원(書院), 문묘(文廟), 사당(祠堂)을 중심으로 지역적 단결을 도모하고, 세도를 누려왔다. 이러한 동족부락은 개개인의 인격과 능력을 존중하는 민주사회와는 일치되지 않는 점이 많다.                                   <姜 大 玄>

### 가옥의 구조
자연 환경이나 사회 경제의 발달에 따라 다르다. 한국의 전통적인 가옥은 긴 겨울철의 추위를 막기 위하여 대체로 규모가 작고, 천장이 낮으며 벽이 두껍다. 그리고 온돌을 만들어 취사와 난방을 겸했다. 그리고 주민의 사회적 신분이나 계층 및 지역에 따라 규모나 구조에 상당한 차이를 보인다. 조선시대의 중류층 가옥은 구조상 크게 2부분으로 나누어지는데, 부엌과 곳간·안방·건넌방 및 대청을 가진 안채와 남자들의 주거 공간이자 객실로도 이용되는 사랑채가 중문과 뜰을 사이에 두고 격리되어 있다. 이러한 구조는 당시의 가족구성과 구성원의 역할, 사회적 제도와 관습 등을 뚜렷이 반영하는 것이다. 규모가 작고 단순한 평민들의 가옥에서는 사랑채와 안채의 격리가 사랑방과 안방의 분리 정도로 줄어든다. 이와 같이 상류층의 가옥은 규모가 크고, 별당·사랑·행랑채 등 다양한 주거 공간들을 갖는 데 비해, 평민 가옥은 규모도 작고 단순하다. 한국 가옥의 평면 구조도 기후 등의 영향으로, 북부·중부·남부에 따라 차이가 있다. 한국의 민가는 서울 중심의 중부형, 호·영남의 남부형, 평안도와 황해도 지방의 관서형, 함경도와 강원도를 포함하는 관북형 등 크게 4유형으로 나눌 수 있다.

#### 중부형 가옥
민가의 기본형은 ㄱ자형이며 남향의 안방과 건넌방 사이에 대청이 있는 것이 특징이다. 기본형인 ㄱ자 가옥의 변형으로 ㄷ자·ㅁ자 가옥 등이 나타나며, 이러한 가옥 구조는 주민의 사회·경제적인 지위와도 밀접한 관계를 갖는다.

#### 남부형 가옥
一자형이 특징이며, 개방성이 강하고, 기본 구조는 부엌·방·대청마루·툇마루 등이다. 지위와 경제적인 상태에 따라 사랑채와 기타 부속 건물을 첨가하기도 한다. 제주도 민가도 一자형이기는 하나, 평면 배치와 건축 재료에 있어서 남부형과 구분된다. 중앙에 마루가 있고 좌우에 방과 부엌이 있으며, 방 뒤에 고팡이 있다.

#### 관서형 가옥
一자형과 ㄱ자형이 기본형으로, ㄱ자형에서는 중부형에서 나타나는 대청이 없을 때가 많다. 대청이 없고 부엌과 방 사이에 문이 있으며, 부엌에 이어 방이 연속된다.

#### 관북형 가옥
폐쇄성이 강하고 부엌과 정주간이 동일 공간에 있으며, 부엌에 연결된 외양간과 광이 있다. 형태로는 一자형이나 평면 배치를 겹집으로 한 것이 특징이다.

#### 제주도형 가옥
넓은 마루를 사이에 두고 방과 부엌이 있으며, 방 옆에는 고팡이라는 광이 있다.

#### 울릉도형 가옥
부엌을 중심으로 양쪽에 토방이 있는데, 특히 본벽 외부에 옥수수대나 짚으로 만든 외벽(방설용)인 우데기가 있는 것이 특징이다.

### 도시의 구분과 종류
일정한 지역에 많은 사람들이 모여 제2·3차 산업에 속하는 여러 종류의 직업에 종사하며, 복잡하게 얽혀 살아가고 있는 지역을 도시라고 한다. 도시는 지방 생활의 중심이 되는 곳으로, 군청이나 시청 등 지방 행정을 맡아 보는 행정기관이 있고, 제품을 생산하는 공장과 물건을 사고 파는 시장이 있다. 그 밖에 병원, 은행, 교통기관, 영화관 등 각종 서비스 문화기관이 있다. 도시의 생활 모습은 매우 복잡하나, 한 도시에서 가장 대표적으로 이루어지는 일이 무엇인가에 따라 상업도시·공업도시·광업도시·행정도시·교통도시·관광도시·군사도시·항구도시·교육도시 등으로 나눈다. 기능상으로 보면 크게 생산도시·교역도시·소비도시로, 인구상으로는 대도시·중도시·소도시로 나눌 수 있다.

#### 기능에 따른 분류
도시를 기능에 따라 분류하면, 생산도시·교역도시·소비도시로 크게 나뉜다.<생산도시> 생산 활동이 성한 도시로, 이에는 공업도시, 광업도시, 수산업도시 등이 있다. 공업도시는 공장을 중심으로 시설이두드러지게 나타나고 인구 이동이 많은 것이 특색이며, 광업도시는 자연 환경이 불리한 곳일지라도 자원이 많이 발견되면 급속히 발달했다가 자원이 고갈되면 쇠퇴하는 것이 특색이다.<교역도시> 철도의 분기점이나 항구 등 교통의 요지에 발달한 도시로, 교통도시, 상업도시, 항구도시 등이 있다. 도시가 성장함에 따라 기능이 복잡해지는 것이 보통이데, 교통 도시에 있어서는 다른 기능이 발달하지 않을 경우, 새 교통로가 생기면 구 교통 노선상의 도시는 쇠퇴하는 경우가 많다.<소비도시> 생산 기능이 낮고 소비 성향이 큰 도시로, 행정도시, 군사도시, 교육(학원)도시, 관광·보양도시, 종교도시 등이 이에 해당된다. 요즈음에는 행정 중심의 도시에도 공업 단지가 조성되어 상공업도시로 발전하고 있는 곳도 적지 않다.

#### 형태에 따른 분류
도시 발생 초기에는 도시민의 일상 생활과 관련되어 확대되는 가로망이 도시의 형태를 좌우한다. 형태에 따른 분류에는 미로형·직교형·방사형·직교 방사형 도시가 있다.<미로형 도시> 자연적으로 발생한 도시이다.<직교형 도시> 가로망이 바둑판 모양으로 발달한 도시이다.<방사형 도시> 기념물·유적지 등을 중심으로 가로가 사방으로 잘 발달된 도시를 가리킨다.<직교 방사형 도시> 직교형 도시와 방사형 도시가 복합적으로 이루어진 도시 형태를 말한다.

#### 인구에 따른 분류
인구가 많고 적음에 따라 분류하면 대도시·중도시·소도시로 나뉜다. 대도시는 인구 50만 이상의 종합 도시를, 중도시는 인구 10만  50만까지의 도시를, 소도시는 인구 10만 이하의 도시를 가리킨다.

#### 위성도시
거대도시(인구 100만 이상)가 형성되면서 그 도시 주변에 모(母)도시의 기능 일부를 수행하기 위해 발달한 중·소 도시를 위성도시라고 한다. 위성도시의 발달 원인은 거주지와 직장의 분리, 건강한 생활 환경에의 욕구, 모도시 공장의 분산, 모도시와 다른 환경에서의 보양·휴양할 필요성, 그 밖에 인위적인 위성 도시 육성 등이 있다.

### 도시 생활과 특징
도시 생활은 촌락의 생활과는 달리, 많은 사람들이 모여 여러 가지 직업에 종사하며 살아가고 있다. 또 도시에는 관공서·회사·은행·상점·공장 등을 비롯한 여러 기관들과 수많은 주택들이 모여 있다.그러므로 직업에 따라 생활 내용이 각각 다르고 조사 항목도 매우 복잡하다. 그러나 각 해당 기관을 찾아가 관계되는 자료를 조사하고, 이러한 기관들이 도시 생활과 어떤 관계를 가지고 있는지를 알아보면, 도시의 생활 모습을 알 수 있다. 도시에 대한 일반적인 조사 항목을 들면 다음과 같다.도시의 위치 및 면적·인구, 지형·기후 등의 자연 환경, 도시의 기원 및 변화, 산업 구조 및 변화, 공업도시인 경우, 입지 조건, 공장의 분포, 제품의 종류, 원료·제품의 운송 관계, 동력 현황, 직공수, 통근 범위 등이다.또 도시 내부의 지역 구분, 중심부와 변두리 지역의 인구 이동 관계, 버스나 기차 또는 지하철 노선의 분포, 상점(도매·소매), 오락 기관의 분포 및 상품의 유통 관계, 관청·학교, 그 밖의 공공시설 및 문화시설 분포, 도시의 주택 문제, 도시 계획, 도시 재해, 도시의 보건 위생·공해 및 도시 미화와 발전 대책 등이다.도시의 구분에 따라 차이가 있으나, 대체로 다음과 같은 특색을 들 수 있다.상공업, 서비스업 등 2·3차 산업 중심으로 직업이 다양하다.문화적 환경의 영향을 많이 받는다.생활 범위가 넓다.인구 밀도가 높고 청년층 인구가 많다.이웃과의 관계가 밀접하지 못하다.공공 시설과 문화 시설 등이 집중되어 있다.지나친 인구 집중으로 교통난·주택난·범죄 문제 등 각종 도시 문제가 발생하고 있다.

## 한국의 도시

### 한국의 도시발달

#### 조선시대 및 그 이전
농업을 주로 했던 시대 혹은 농업중심 사회에서는 도시 발달이 매우 미약했으며, 한국도 극히 최근까지만 해도 이의 예외가 아니었다.옛 문헌에 의하면 고구려의 수도였던 평양은 전성기에 약 21만 호(戶), 신라의 경주는 약 18만 호, 백제의 부여 및 고려의 개경(開京) 등도 각각 약 15만 호로 기록되어 있다(호는 인의 誤記인 듯), 조선시대의 한양(漢陽, 지금의 서울)도 중엽 이후 인구는 20만 내외를 크게 벗어나지 못하였으며, 말엽에 5만대의 부산, 3만대의 평양·대구·개성, 2만대의 인천·원산, 1만대의 함흥·남포·해주·수원·광주·전주·진주·통영 등 인구 1만 이상의 도시는 도합 15개에 불과했고, 그 외 남원·청주·동래·공주·안동·의주·북청 등이 각각 인구 1만에 가까웠을 뿐이었다. 1900년을 전후하여 부산·원산을 비롯한 인천·군산·목포·마산·성진·청진 등, 한국의 주요 항시(港市)가 개항되었고, 또 이와 거의 때를 같이하여 경인선(京仁線)·경부선(京釜線)·경의선(京義線)이 부설됨으로써 근대 도시발달의 계기가 되었다.

#### 광복 전
경술국치 후 한국의 도시 건설은 일본의 주도하에 일본 본위로 진행되었다. 일본은 철도 역전(驛前)과 항만 지역을 중심으로 계획적인 신시가지를 개발함으로써 종래의 전통적인 구시가와는 대조적인 도시 경관을 초래하기에 이르렀다. 1914년에 서울·인천·군산·목포·대구·부산·마산·평양·남포·신의주·원산·청진 등 12개 도시에 처음으로 부제(府制, 지금의 시)를 실시하였고, 이어서 1930년에 개성·함흥, 1935년에 광주·전주·대전, 1936년에 나진, 1938년에 해주, 1940년에 진주, 1941년에 성진, 1944년에 흥남이 각각 부제를 실시함으로써 광복 전 22개 부(시)로 늘어났다. 한편, 도시인구는 1920년에 약 58만, 도시 인구율은 겨우 3.4%에 지나지 않았으나, 광복 직전인 1944년에는 도시 인구 약 380만, 도시 인구율 14.3%로 증가하였다.한국의 근대 산업이 비교적 활기를 띠기 시작한 것은 1930년대에 들어서면서부터이며, 그 후 중일전쟁, 태평양전쟁을 계기로 인구의 도시집중화 현상이 활발해졌다. 광공업의 개발이 활발했던 북한 지역에는 흥남·나진·아오지 등의 신흥 상공업 도시가 출현했고, 서울·부산·평양 등의 기존 도시들도 크게 발전하는 한편, 종래의 소비 도시에서 생산 도시화로의 질적 변화를 가져 오기 시작했다.앞에서도 지적한 바와 같이 한국 도시의 대다수는 일본의 식민지 정책하에서 건설되었고, 또 성장해 왔다. 일본은 그들이 만든 철도 및 항만지역을 중심으로 일본인 특유의 신시가지를 건설했으니 대전·이리·천안·수원·송정·조치원·삼랑진·신안주·신의주 등은 전자에 속하고, 부산·마산·진해·포항·목포·군산·남포·원산·청진·나진 등은 후자에 속한다. 신시가지의 규칙적인 가로망과 일본식 가옥, 구시가지의 미로형(迷路型) 가로망과 전통적인 한옥군(群)은 대조적이며, 도시 발달의 중추적 구실을 담당했던 관청을 비롯한 각종 기관의 신시가지로의 이전은 구읍 취락 혹은 구시가지를 쇠퇴시키는 결정적인 요인이 되기도 했다.

#### 광복 후
1945년 8·15광복과 더불어 해외에 살고 있던 수많은 동포가 본국으로 귀환했고, 또 북한에서 수많은 동포가 남하함으로써 남한은 단시일 내에 급격한 인구증가를 보였는데, 이들 귀환동포와 남하동포는 그 대다수가 도시에 정착하게 됨으로써 남한의 도시는 사상 유례 없는 인구의 팽창을 가져왔다. 도시 수는 광복 직후 새로 청주·춘천(이상 1946), 이리(1947), 수원·여수·순천·김천·포항(1949) 등이 시제(市制)를 시행함으로써 광복 직전 11시에서 61시로 늘어났고, 한편 도시 인구는 약 170만에서 261만으로, 도시 인구율은 약 10%에서 약 64%로 상승했다. 한편 서울은 90만에서 950만으로, 부산은 27만에서 350만으로 대구는 19만에서 196만으로 각각 팽창했는데, 한국 도시의 암적 요소인 과밀화와 슬럼화가 이때부터형성 촉진되었던 것이다.1950년 한국전쟁은 또다시 북한 동포의 대량 남하를 포함하여 사상 유례 없는 인구 이동을 초래했다. 뿐만 아니라 남부지방의 일부 도시를 제외한 한국 대다수의 도시는 처참한 전화(戰禍)에 의하여 거의 폐허화했고, 또한 일시나마 도시인구의 공백화를 가져왔다. 이에 반하여 부산·대구 등 남부의 일부 도시는 피난민으로 초만원을 이루었고, 이들에 의하여 급조된 판자촌과 천막촌은 이들 도시로 하여금 슬럼 도시로 전락하는 결과를 가져왔다. 1955년 원주·강릉·경주·충무·진해·제주와 1956년 충주·삼천포가 새로 시로 승격됨으로써 도시 수는 27개로 늘어났고, 도시 인구는 약 550만, 도시 인구율은 약 25%로 상승하였다.한편 서울은 전쟁시에 크게 파괴되었음에도 불구하고, 인구는 1955년 약 157만에서 1960년에 약 260만으로 대폭 늘어났으며, 대략 이때부터 수도 서울의 비대성이 두드러지게 나타나기 시작했다. 전쟁시에 파괴된 도시의 재건은 1950년대 후반부터 본격적으로 진행되었다. 가로망은 직교식(直交式) 혹은 방사상(放射狀)으로 개조되었는데 대전·춘천·원주·김천 등은 전자의 대표적인 예이고, 진주·포항·의정부 등은 후자의 대표적인 예이다. 그러나 수복 후 전재민의 대다수가 서울을 비롯한 일부 대도시 지역으로 집중됨으로써 슬럼화는 더욱 확대되고 심화되었다.

#### 1960년대 이후
1960년대는 한국경제의 고도 성장의 터전이 굳혀진 시기이다. 1962년부터 시작된 경제개발이 적극적으로 추진됨에 따라 공업화·도시화가 급속도로 진행되었다. 이에 따라 다수의 농어촌 인구가 도시 지역 및 개발지구를 향하여 대량 이동하였으며, 이로 말미암아 대도시 지역의 과밀화와 농어촌 지역의 과소화(過疎化) 현상이 두드러지게 나타나기 시작했다. 또한 이 시기에 이르러 도심부의 재개발, 교외지역의 신개발 및 신산업 도시의 건설 등이 점차 활발해졌고, 기능면에서도 생산 도시로의 전환 계기가 되었으며, 도시 내부의 지역분화(地域分化)가 진행되는 등, 현대 도시로의 전기가 마련되었다고 하겠다. 1960년대 초기에 울산(1962)·의정부·속초·천안·안동(이상 1963) 등 5읍이 시로 승격하여 도시수는 32개로 늘어났고, 도시 인구는 약 1천만, 도시 인구율은 약 34%로 높아졌다. 한편 서울·부산·대구 등 거대 도시는 도심부의 인구가 감소되고, 도심부 외곽지의 인구가 급증하는 이른바, 인구 도넛 현상이 나타나기 시작했다.1970년 도시 인구는 약 1,370만으로 1966년에 비하여 약 300만의 증가를 보였는데, 이는 같은 기간 중 전국 인구 총 증가수 220만을 80만이나 초과한 셈이다. 한편 도시 인구율은 약 43%로 높아졌고, 1970년 서울은 554만에 달하여 전국 인구의 약 20%를 차지하게 됨으로써 서울의 과대화·과밀화의 결정적 시기가 되었던 것이다. 1970년대에 들어오면서 대도시의 과대화 억제책이 다각도로 추진되었는데 고속도로, 서울의 지하철, 수도권 전철 등의 건설, 신산업 도시 및 위성도시의 조성, 산업시설의 지방 분산화 등은 그 가장 두드러진 예라 하겠다. 그럼에도 불구하고 인구의 대도시 집중현상은 좀처럼 누그러지지 않았다.서울 주변의 안양·부천·성남(1973), 구미(1978) 등이 각각 시로 승격하여 도시 수는 61개로 늘어났고, 도시 인구는 5만 이상의 큰 읍을 합쳐 2,700만에 달하였으며, 도시 인구율은 60%를 넘어서게 되었다. 서울은 약 950만으로 전국 인구의 20%를 상회하고, 부산은 약 350만, 대구는 196만으로 발전하였다. 대도시 주변의 위성 도시의 성장, 산업 신도시의 출현은 1970년 대에 들어오면서 점차 활발해져 1980년에는 57.2%에 이르러 도시 인구의 비율이 농촌 인구의 비율을 능가하게 되었고, 1985년에는 65.4%의 도시 인구율을 보였다. 그러나 1988년을 고비로 이미 포화 상태인 서울, 부산과 같은 대도시는 인근 지역으로의 전출이 초과되는 소위 J형자 인구이동 현상이 나타나 도시광역화 현상이 진행 중이다.한편 북한의 도시 수는 광복 전의 11개 시와 광복 후에 시로 승격한 사리원·송림·강계·혜산·신포·만포·회천·구성·평성 등 9개 시를 합쳐 도합 20개 시이고, 도시 인구율은 40%를 넘고, 평양의 인구는 약 150만인 것으로 전해지고 있다.

### 한국의 도시형태와 경관

#### 도시 형태
한국의 오랜 역사를 지닌 도시들은 거의 예외 없이 외곽이 성벽으로 둘러싸인 이른바 성곽 도시였으며, 따라서 도시의 평면 형태는 성곽 형태에 좌우되었다. 성곽의 형태는 대구·전주·충주·경성(鏡城) 등과 같이 원형에 가까운 것도 있었으나, 서울·평양·수원·개성 등의 대부분은 지형의 지배를 받아 불규칙한 형태를 이루었던 것이다.그 후 시가지의 발전 확대에 따라 성벽은 대부분이 철거되어환상(環狀)도로로 이용하게 되었는데, 대구·충주·전주 등이 이의 대표적인 도시들이다. 성곽 내의 이른바 ‘문안’ 지역과 성곽 외곽의 ‘문밖’ 지역은 도시 형태, 도시기능, 도시 경관 등 각 방면에 걸쳐 좋은 대조를 이루고 있다. 가로망의 형태는 도시의 평면 형태를 결정하는 기본 요소가 되고 있다. 신라의 옛 서울인 경주는 직교식 가로망으로 건설되었으나, 조선 시대의 한양(서울)은 일부 대로만이 일정한 계획하에서 건설되었을 뿐이다. 고구려의 평양, 고려의 개성 등은 한양의 경우과 큰 차이가 없으며, 그 외의 도시들은 자연 발생적인 몇 개 촌락의 팽창으로 성립된 것이 적지 않아 가로망은 거의가 예외 없이 불규칙한 미로형을 이루고 있다.그 후 몇 차례에 걸쳐 구시가지의 가로망이 교정되었으나, 중심부의 구시가지는 가로망이 대체로 불규칙하고, 새로 건설된 외곽의 신시가지는 규칙적인 가로망을 이루는 것이 통례이다. 오랜 역사를 지닌 서울을 비롯하여 수원·개성·대구·전주·평양·함흥 등도 모두 이 범주에 속하고, 그 외 옛 지방 중심도시도 거의 예외 없이 미로형의 가로망을 형성하고 있다. 뿐만 아니라 폭이 좁은 미로형의 가로망은 도시의 비대와 교통량의 격증에 대비할 수 없는 상태를 나타내고 있다. 20세기에 들어오면서 한국의 근대산업의 발달에 따라 곳곳에 많은 새 도시가 건설되었다. 1914년 부제(府制)를 시행한 12개 도시 중 서울·평양·대구 등, 유서 깊은 내륙 3도시를 제외하면 부산·마산·목포·군산·인천·남포·신의주·원산·청진 등 9개 도시는 모두 새로 건설된 항만 도시에 속하며, 이들을 포함한 그 외의 많은 신흥 도시의 대부분은 직교식 및 방사·직교식 가로망으로 건설되었다. 한국전쟁 시에 파괴된 도시의 재건에서도 가로망은 직교식 혹은 방사·직교식이 채용되었다. 방사형 가로망으로 건설된 대표적인 도시는 나진이고, 방사·직교식이 채용된 도시는 진해·나남 등의 옛 군사도시와 전후에 재건한 진주·의정부 등이다.

#### 도시 경관
한국은 근대도시로서의 출발이 늦었고, 또 최근 도시팽창이 급속도로 진행되었기 때문에 도시 경관은 매우 무질서한 편이다. 고지대·하천 및 철도 연변에는 슬럼가를 형성하여 불량가옥의 밀집지대를 이루고, 도심지 및 주변 주택가에는 매연을 내뿜는 공해 공장이 자리잡고 있는 곳이 적지 않고, 토지 구획이 세분되고, 또 불규칙하여 건물의 배열이 불규칙함은 물론이고, 도심지 내부에도 불량가옥군이 산재하고 있다. 대도시지역 내의 과밀지역의 재개발이 진행되고 있으나, 실효를 거두기에는 아직도 먼 앞날을 기다려야만 하는 실정이다.

### 한국의 도시기능과 지역구조

#### 기능
도시는 공업·상업·서비스업 등 제2차·3차 산업에 종사하는 사람으로 구성되어 있는 것이 특색이며, 그 기능에 따라 도시는 생산도시·교역도시·소비도시 등으로 구분된다. 근대산업의 발달이 늦어진 한국의 도시는 극히 최근까지만 해도 일부를 빼면 대부분이 소비도시에서 벗어나지 못하였으나, 근래에 경제개발에 따라 종래의 많은 소비도시가 생산도시로 변모해 가고 있다.생산도시 중 공업적 색채가 비교적 농후한 곳으로는 남한의 서울·부산·대구·대전·인천·안양·부천·울산·포항·구미·마산·창원, 북한의 평양·남포·흥남·청진·성진·아오지·송림·구성 등이다. 한편 광업도시로는 남한의 황지·장성·도계·사북·상동, 북한의 북진·덕천·무산 등이고, 수산도시로는 남한의 속초·주문진·묵호·구룡포, 북한의 신포·장전 등이 대표적이다.교역도시 중 상업도시는 한국의 대부분의 도시가 이에 속한다고 할 수 있으며, 김천·강경·안성 등은 옛날부터 알려진 상업도시였다. 교통도시는 각 항만도시 및 철도 분기점에 발달된 도시가 이에 포함되나, 발달된 교통수단에 의하여 오히려 상업적 기능이 더욱 짙은 경우가 적지 않다. 소비도시 중 정치·행정도시는 수도 및 각 도청 소재지의 대부분이 이에 속하고, 광주·전주·청주·춘천·해주·함흥 등은 군사적 기능이 높은 편이고, 안양·부천·성남 등은 위성도시로서, 경주·서귀포·부여 등은 관광도시로서의 색채가 농후하다. 그러나 거대 도시로 발전하면 각종 기능을 갖춘 종합도시(綜合都市)로의 성격을 띠게 되는데, 서울·부산·대구·평양 등은 대표적인 도시들이다.

#### 지역구조
도시가 성장 팽창하면 시가지의 기능 지역이 분화되어 중심부에 관리 및 업무 지구, 주변부에 주택 및 공업지구가 도심부를 중심으로 동심원상의 지역구조를 나타내게 된다. 계속해서 도시가 발전하여 주변부로 확대되면 이곳은 중·도시를 위성도시화하여 한 개의 큰 도시권을 형성하게 된다. 한국의 도시는 선진국에 비하여 대체로 시가지의 지역분화가 미흡하고 한 곳에 여러 기능이 혼재 공존하는 지역이 적지 않다. 서울의 경우 도심인 종로만 하더라도 간선 가로변에는 고층 상가가 연쇄가(連鎖街)를 이루고 있는 데 대하여 스카이 라인(sky line) 바로 배후에는 전통적인 단층 한옥의 주택가가 그대로 남아 있어 이채로움을 띠고 있다. 이와 같은 도심지의 지역구조의 미분화 상태는 최근 도심지의 재개발·재정비 작업에 따라 많이 시정되었고, 또 이 작업이 계속 추진 중에 있다. 또 영등포 지구는 원래 공업지구로 개발되었거니와, 그 후 도시 팽창에 따라 이곳 공업지구는 새로 발전된 외곽 주택가에 의하여 둘러싸이게 됨으로써 많은 문제점을 자아내기에 이르렀다. 또 대도시 경우, 주변부의 각종 교통의 결절점(結節點)에 부심(副心)이 형성되거니와 서울의 영등포·청량리 지구, 부산의 서면 지구, 대구의 동대구 지구, 인천의 부평 지구 등은 각각 부심으로서 그 지위를 점차 굳혀가고 있는 중이다. 
또한 대도시 주변에는 모시(母市)의 일부 기능을 분담하는 위성도시가 발달하는데 실상 최근까지만 해도 한국 대도시 주변에는 위성도시의 발달이 미약하였다.수도권의 경우 서울의 지하철 개통과 외곽지역의 전철화에 따라 인천·부천·안양·수원 등의 중·소도시가 서울의 위성도시로서의 기능을 담당하게 되었고, 성남은 이미 계획 건설된 위성도시이며, 반월도 모범적인 위성도시로서 건설되었고, 구리·안산·일산·과천 등도 서울의 위성도시로 발전 도상에 있다. 부산 근교의 기장·양산·김해, 대구 근교의 월배·안심·경산 등도 최근 도시 교통의 개선과 발달에 따라 위성 도시로서의 색채가 점차 높아가고 있다.

### 한국의 도시문제와 도시개발

#### 도시 문제
한국은 151개의 도시가 있으며, 이 곳에 전국 인구의 약 반이 살고 있다. 이와 같이 좁은 지역에 많은 인구와 가옥, 각종 기관이 집중된 데서 각종 도시문제가 발생한다. 주택난·용수난·교통난·구직난 등을 비롯한 각종 도시악(都市惡)·도시 재해(都市災害) 및 도시공해 등의 도시문제는 정도의 차가 있을 뿐 현대 도시가 지니고 있는 공통적인 고민인 것이다. 한국의 대도시 경우, 최근 폭발적인 인구 증가에 비하여 각종 도시시설을 비롯한 수용 상태가 이를 따를 수 없는 데에 그 심각성이 있다.인구 약 1,002만(2003)을 포용하는 서울의 경우 시민의 주택은 50% 이상이나 부족하고, 또 매년 140만 내외씩 인구가 증가하는 추세에 있으나, 새로 건설되는 주택 수는 이를 따르지 못하여 아직 곳곳에 슬럼이 남아 밀집 지대를 이루고 있는 실정이다. 상·하수도의 시설도 아직 미비한 실정이고, 실업자 해결 문제도 매우 심각한 형편에 놓여 있다. 주택과 직장의 분리에 따르는 교통난은 날이 갈수록 심각해지고, 대량 수송을 담당하는 도시교통인 지하철과 전철이 개통되기는 했으나 늘어나는 인구에 비해 수송률이 미치지 못하고 있다. 특히 아침·저녁의 출퇴근 시에 일어나는 교통난은 실로 살인적이라 할 수 있다. 매년 증가하는 교통량의 폭주로 도심지의 교통은 거의 마비 상태에 빠졌고, 차량 및 공장 등에서 발생하는 매연과 소음(騷音)은 도시공해 중 가장 심각한 것이라 하겠다. 도시의 지나친 평면적인 팽창은 주거와 직장과의 거리를 더욱 연장시킴으로써 시민 건강을 더욱 손모(損耗)하는 결과를 초래한다. 뿐만 아니라 하수도 및 공장에서 배출되는 오수는 한강을 비롯한 여러 하천을 오염시키고, 연탄 사용에서 생기는 먼지 등은 공장·차량에서 배출되는 매연과 같이 대기 오염을 가중시킨다. 도시의 과밀화는 이와 같은 각종 도시 문제를 야기시키는 외에 각종 질병과 범죄의 근원이 됨으로써 시민생활에 큰 위협이 되고 있다.

#### 도시 개발
앞에서 본 바와 같이 한국의 도시는 비정상적인 과정을 밟아 발달했기 때문에 더 많은 문제점을 내포하고 있다. 현재 세계 각국이 공통적으로 당면하고 있는 각종 도시공해 외에 한국 도시만이 지니고 있는 어려운 문제가 산적해 있으며, 당국은 이러한 문제를 해소하기 위하여 다각적인 계획을 세워 실천한 바 있다.우선 수도 서울의 이상 팽창을 막고 지나친 비대성을 소산(疏散)하기 위하여 강남(江南) 지역을 적극적으로 개발하는 한편, 성남시를 건설하여 과밀지대의 주민을 이 곳으로 이주시킨 바 있고 도심지의 공장 소산을 위하여 반월시를 건설했다. 그 외 몇 개의 새 위성도시를 건설, 행정 수도 이전 계획도 본격적으로 추진되고 있다. 또한, 도심지를 재정비하여 토지 이용도를 높이는 한편, 도로를 확장 혹은 신설하여 도로율을 높이는 데에도 큰 성과를 거두었다.도시교통의 체증을 완화시키고 도심지역의 인구소산을 위하여 지하철 1호선∼7호선에 이어 과천선, 분당선, 일산선이 이미 개통되었고 97년에 8∼9호선이 개통되었다. 또 주택난의 해소를 위하여 시민아파트, 민간아파트를 대량 건설했고 또 건설 중에 있으며, 용수의 오염을 우려하여 서울에서는 상수도용 취수원(取水源)을 팔당호로 옮기는 공사가 추진중에 있다. 대도시의 거대화를 막고 시민의 건강을 위한 녹지대의 보전을 위하여 고지대의 개발은 제한하는 한편, 수도권을 비롯한 대도시 주변에는 그린벨트(개발제한구역)를 설정한 바 있으며, 지방 중·소 도시에도 도시계획법이 적용됨으로써 도시개발은 이제 새로운 차원에 들어섰다고 하겠다. 어쨌든 도시개발은 국토개발의 일환으로 이루어져야 할 것이며, 과대도시의 팽창을 억제하고 지방 중·소도시의 육성과 건설이 바람직함은 물론이며, 위성도시는 다만 베드타운(bed town)으로서만이 아니라 산업·문화 시설이 구비된 이른바 자족도시(自足都市)로서 건설되어야 할 것이다. 도시교통은 신속·대량 수송이 가능한 지하철 건설이 요망되며, 도시 주택은 단독 주택보다 아파트 및 연립식 주택이 바람직하다.

## 같이 보기
- 도시